# Registri ad anima

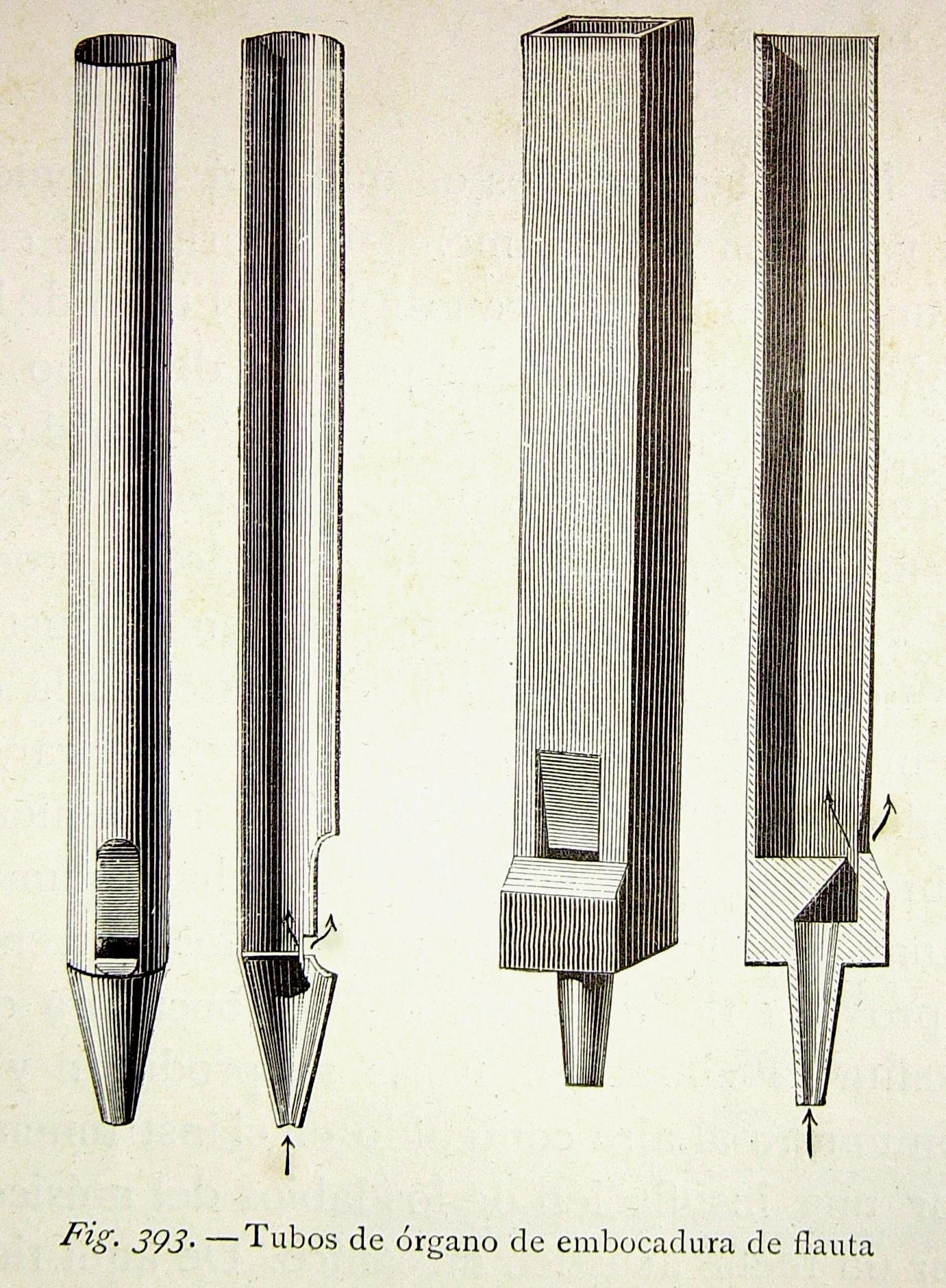
Funzionamento delle canne labiali dei registri ad anima.

I registri ad anima sono un insieme di registri dell'organo.

## Struttura
I registri ad anima sono formati da canne di tipo labiale, che possono essere sia in metallo, aperte o chiuse alla sommità, sia in legno, aperte o chiuse.
In questi registri il suono è prodotto mediante lo stesso principio del flauto dolce: l'aria viene immessa attraverso un'apertura alla base della canna. Salendo, l'aria si infrange contro un ostacolo chiamato anima o labium (da qui il nome di "canne labiali"), posto trasversalmente all'interno della canna stessa, dotato di un'apertura verso l'esterno, detta bocca della canna.
Una parte dell'aria fuoriesce dalla bocca, mentre l'altra parte si dirige verso la parte alta interna della canna, mettendo in vibrazione la colonna d'aria presente dentro la canna stessa e producendo così il suono.
Perciò, il suono di questi registri è determinato dal rapporto fra la lunghezza e la larghezza della canna. Ad esempio, canne lunghe producono suoni gravi, canne corte suoni acuti, canne strette suoni nasali, canne larghe suoni corposi. Il timbro di questi registri varia a seconda delle diverse scuole organarie nazionali.
I registri ad anima, a loro volta, possono essere suddivisi in determinate sottocategorie:
- Registri di fondo, o semplicemente fondi.
  - Fondi di timbro principale (principale, ottava, corno di camoscio, eccetera).
  - Fondi di timbro flauto e bordone (flauto, flagioletto, corno di notte, bordone, subbasso, eccetera).
- Registri di mutazione semplice e composta (nazardo, ripieno, cornetto, mistura, eccetera).
- Registri violeggianti (viola da gamba, salicionale, dulciana, eccetera).
- Registri oscillanti (voce umana, voce celeste, unda maris, voce eterea, eccetera).